# Veca világa
A Veca Világa Janicsák Veca első stúdióalbuma, amely 2011. november 6-án jelent meg.

## Dallista
1. Szeretek élni / szerelem
2. Pillangó / hit
3. Fekete, szürke és fehér / lebegés
4. Emlékezz rám / álmok
5. Szenvedély / sors
6. Éjszaka, holdfény / magány
7. A test törvénye / vonzalom
8. Boldog, új világ / vágyódás
9. Háború / küzdelem
10. Nagyon vad / szabadság
11. Hajnali fény / remény
12. Halvány árnyék / múlt
13. Labirintus / akarat
14. Maradj kicsit még / hűség
15. Menny és pokol / odaadás
16. Édes otthon / család
17. Kék angyal / tehetség

## Adatok
1. Szeretek élni

Dalszerző: Szűcs Norbert
Dalszövegíró: Janicsák István
Hossz: 4:23
Link: Szeretek élni
1. Pillangó

Dalszerző: Harmath Szabolcs
Dalszövegíró: Hodászi Klára, Szabó Ágnes
Hossz: 4:49
Link: Pillangó
1. Fekete, szürke és fehér

Dalszerző: Harmath Szabolcs, Janicsák Veca
Dalszövegíró: Janicsák István
Hossz: 4:51
Link: Fekete, szürke és fehér
1. Emlékezz rám

Dalszerző: Wagner Emil, Janicsák Veca
Dalszöveg: Wagner Emil
Hossz: 3:25
Link: Emlékezz rám
1. Szenvedély

Dalszerző: Létray Ákos, Moldvai Márk, Janicsák Veca
Dalszövegíró: Sztevanovity Dusán
Hossz: 3:25
Link: Szenvedély
1. Éjszaka, holdfény

Dalszerző: Lukács Péter
Dalszövegíró: Janicsák István
Hossz: 3:25
Link: Éjszaka, holdfény
1. A test törvénye

Dalszerző: Wagner Emil
Dalszövegíró:Janicsák Veca, Janicsák István
Hossz: 3:33
Link: A test törvénye
1. Boldog, új világ

Dalszerző: Szűcs Norbert
Dalszövegíró: Janicsák István
Hossz: 5:06
Link: Boldog, új világ
1. Háború

Dalszerző: Szűcs Norbert
Dalszövegíró: Janicsák István
Hossz: 3:14
Link: Háború
1. Nagyon vad

Dalszerző: Harmath Szabolcs
Dalszövegíró: Hodászi Klára/Duba Gábor
Hossz: 4:02
Link: Nagyon vad
1. Hajnali fény

Dalszerző: Harmath Szabolcs, Bencsik Kovács Zoltán
Dalszövegíró: Janicsák István
Hossz: 4:23
Link: Hajnali fény
1. Halvány árnyék

Dalszerző: Wagner Emil
Dalszövegíró: Wagner Emil
Hossz: 4:05
Link: Halvány árnyék
1. Labirintus

Dalszerző: Harmath Szabolcs
Dalszövegíró: Hodászi Klára, Janicsák Veca
Hossz: 4:26
Link: Labirintus
1. Maradj kicsit még

Dalszerző: Harmath Szabolcs
Dalszövegíró: Hodászi Klára, Janicsák István
Hossz: 3:30
Link: Maradj kicsit még
1. Menny és pokol

Dalszerző: Szűts István
Dalszövegíró: Janicsák Veca, Janicsák István
Hossz: 3:47
Link: Menny és pokol
1. Édes otthon

Dalszerző: Harmath Szabolcs, Hodászi Klára
Dalszövegíró: Janicsák Veca
Hossz: 6:04
Link: Édes otthon
1. Kék angyal

Dalszerző: Harmath Szabolcs, Hodászi Klára, Janicsák Veca
Dalszövegíró: Janicsák Veca
Hossz: 4:25
Link: Kék angyal

## Egyéb
Közreműködik:
Janicsák Veca – ének, vokál
Harmath Szabolcs – billentyűs hangszerek, gitár (2-3.,10-11.,13-17.), hangszerelés, keverés, mastering (2-4.,6-7.,10-17.)
Hodászi Klára "Káci" – vokál (2-3.,6-7.,10-17.), hegedű (2.,4.,6.,10.,13-14.,16-17.), shaker (15.)
Wagner Emil – gitár (4.,7.,12.)
Szűcs Norbert – gitár, billentyűs hangszerek, dobprogramok, keverés, masterin (1.,8-9.)
Ambrus Rita – vokál (1.,8-9.)
Dandó Zoltán – gitár, silverblade erősítők (4-5.,7.,12.), billentyűs hangszerek, hangszerelés, keverés (4.,7.,12.)
Lukács Péter – gitár, billentyűs hangszerek, dobprogramok, hangszerelés (6.)
Létray Ákos – billentyűs hangszerek, hangszerelés (5.)
Schram Dávid – keverés (5.)
Sellyei Tamás – mastering (5.)
Delov Jávor – dob, agean cintányérok (2-4.,10.,12.,16.)
Bata István – basszusgitár (10.)
Bencsik-Kovács Zoltán – gitár (3.,11)
Kovács Tamás – cajon (11.)
Horváth "Pluto" József – nagybőgő (11.)
Dibusz Dorottya – cselló (4.)
Artwork, grafika, koncepció, logó typeface: Bakos Norbert
Fotó: Nagyapáti István, Juhász Brigitta
Produkciós vezető: Legény Judit
Manager: Janicsák Regina
Zenei producer: Harmath Szabolcs
Producer: Janicsák István